# Futur Drei
Futur Drei (bra: Sem Ressentimentos) é um filme de drama alemão de 2020 dirigido por Faraz Shariat e escrito por Shariat e Paulina Lorenz. O filme é estrelado por Benjamin Radjaipour como Parvis, um jovem homossexual confiante, mas imaturo, de ascendência iraniana que vive na Alemanha, comete uma infração penal leve e é condenado a prestar serviço comunitário em um centro de detenção de refugiados, onde se apaixona pelo novo imigrante Amon (Eidin Jalali).
O filme estreou no Festival Internacional de Cinema de Berlim de 2020, onde ganhou o Teddy Award de melhor longa-metragem com tema LGBTQ. No Inside Out Film and Video Festival de 2020, foi eleito o vencedor do prêmio de Melhor Primeiro Longa-Metragem.